# Авиомузей Бургас
Авиомузей Бургас се намира на входа на летище Бургас. Открит е на 29 юни 2017 година, дата на която се навършват 70 години от първият граждански полет в България, а именно София–Бургас.
Към днешна дата към целите на музея спада освен запазване на самолетите за поколенията и предоставяне на свободен достъп до тях, но и мястото да се развива като център за опознаване на авиационната техника, подхранване любовта на хората към авиацията и представяне на значението на Българската гражданска авиация върху развитието на Бургас и България.

## История
Първото Авиоизложение в Бургас е създадено 1998 година. Идеята е реализирана по инициативата на тогавашното ръководство на Летище Бургас ръководено от директора Калин Барзов. Основната цел е била събирането на самолети, които са част от историята на Българската гражданска авиация. Изложбата се е състояла от две експозиции 1000 кв.м. закрита и 5000 открита площ. На самият вход на музея гордо е седял изправен вертикалният стабилизатор на един от първите Ту-134 в България, както и селскостопанския Ан-2 с регистрация LZ-1089. На закрито посетителите са можели да видят по-малките самолети, вертолет Ми-2 и безмоторници, както и колекция макети на самолети. Изградената фотоизложба има за цел да запознае посетителите с историята на летище Бургас и развитието на гражданската авиация в България. В изложбените площи е имало специално осигурено помещение за прожектиране на видеоматериали обем от 45 седящи места, а подовите настилки са били решени със специална износоустойчива настилка която да издържи тежестта на самолетите.
През годините изложението се е радвало на голям интерес, но поради недостиг на помещения за извършване на дейността летището взима решение за затваряне на музея и обособяване на площите като терминал пристигане. Макар и част от пътническия терминал там все още могат да се видят някой от безмоторните самолети Foka 5, с бордови номер LZ-304 и LZ-305.
Динамиката през годините води самолетите до ситуацията с неясна собственост и влошаване на тяхното състояние. През 2012 година под инициативата на будни граждани самолетите са преместени на самия входа на Летището, а терена на който се намират е отреден за изграждането на Авиомузей. С решение на градския съвет на Бургас собствеността им се прехвърля към Община Бургас.

## Експонати
Външната експозиция включва представители на следните модели самолети:
- Антонов Ан-2
- Антонов Ан-12
- Антонов Ан-24 кабина
- Антонов Ан-24
- Антонов Ан-14
- Туполев Ту-154
- Миг-21
- МиГ-17
- Л-29
- Ми-2
- Ка-26

## Експозиция
- Летящият човек- в експозицията ще откриете интерактивна изложба, която включва богата колекция от макети на самолети, авторски обекти и костюми, интерактивни инсталации и архиви от историята на авиацията.
- Славата на БГА Балкан- в експозицията ще се докоснете до историята на БГА Балкан.
- Военна авиация Миг-17 и Миг-21- в експозицията ще видите най-произвеждания свръхзвуков самолет в историята Миг-21 и най-широко разпространения самолет по време на войната във Виетнам Миг-17.

## Галерия
- ТУ-154
- МИГ-21
- МИГ-17
- МИ-2
- К-26
- АН-2
- АН-12
- АН-14
- Л-29